# Marennes (Charente-Maritime)
Marennes is een plaats en voormalige gemeente in het Franse departement Charente-Maritime (regio Nouvelle-Aquitaine) en telt 4685 inwoners (1999). De plaats maakt deel uit van het arrondissement Rochefort.

## Geschiedenis
De gemeente fuseerde op 1 januari 2019 met Hiers-Brouage tot de commune nouvelle Marennes-Hiers-Brouage.

## Geografie
De oppervlakte van Marennes bedraagt 20,1 km², de bevolkingsdichtheid is 233,1 inwoners per km².
De onderstaande kaart toont de ligging van Marennes (Charente-Maritime) met de belangrijkste infrastructuur en aangrenzende gemeenten.

## Demografie
Onderstaande figuur toont het verloop van het inwonertal.

## Sport
Marennes was één keer etappeplaats in wielerkoers Ronde van Frankrijk. In 1997 won de Nederlander Jeroen Blijlevens er een rit.